# Józef Kotlarczyk
Józef Kotlarczyk (Cracovia, 13 febbraio 1907 – Bydgoszcz, 28 settembre 1959) è stato un calciatore polacco, di ruolo difensore.

## Carriera

### Club
Ha giocato tutta la carriera nel campionato polacco, vestendo sempre la maglia del Wisla Cracovia.

### Nazionale
Con la Nazionale ha preso parte alle Olimpiadi del 1936.